# Efeito Einstein-de Haas
Efeito Einstein-de Haas é a rotação adquirida por um corpo ferromagnético livremente suspenso, em consequência de uma variação em sua magnetização obtida pela aplicação de um campo magnético. O fenômeno consiste numa relação entre o magnetismo, o momento angular e o giro de partículas elementares.
O equipamento experimental original foi posteriormente doado por Geertruida de Haas-Lorentz, esposa de de Haas e filha de Lorentz, ao Museu Ampère em Lyon, França, em 1961. Ele se perdeu e foi redescoberto em 2023.

## Descoberta
O efeito foi percebido por Albert Einstein e Johannes Wander de Haas em meados de 1910, na decorrência de estudos das interações de campos magnéticos.